# Jack Churchill
El Tinent coronel John Malcolm Thorpe Fleming "Jack" Churchill, DSO amb Barra MC (Surrey, 16 de setembre de 1906 - Surrey, 8 de març de 1996) fou un oficial de l'exèrcit britànic que lluità a la Segona Guerra Mundial armat amb un arc llarg, una gaita i una espasa de cesta escocesa.
Anomenat "Jach Churchill el baralladís" o "Jack el boig", és conegut pel seu lema: "Un oficial que no entri en combat sense la seva espasa no esta proveït de manera apropiada". S'afirma que Churchill també emprava l'arc llarc en el combat, amb el qual matà un suboficial alemany el 1940 en un poble francès durant la batalla de França.

## Biografia
Churchill va néixer a Colombo, Colònia britànica de Ceylon, fill d'Alec Fleming Churchill (1876–1961), més tard de Hove, East Sussex, i Elinor Elizabeth, filla de John Alexander Bond Bell, de Kelnahard, Comtat de Cavan, Irlanda, i de Dimbula, Ceilan. Alec, d'una família establerta durant molt de temps a Deddington, Oxfordshire, havia estat enginyer de districte al Servei Civil de Ceilan, en el qual també havia servit el seu pare, John Fleming Churchill (1829–1894). Poc després del naixement de Jack, la família va tornar a Dormansland, Surrey, on va néixer el seu germà petit, Thomas Bell Lindsay Churchill (1907–1990). El 1910, els Churchill es van traslladar al Hong Kong britànic quan Alec Churchill va ser nomenat director d'obres públiques; també va ser membre del Consell Executiu. El tercer i petit fill dels Churchill, Robert Alec Farquhar Churchill, després tinent de la Royal Navy i del Braç Aeri de la Flota, va néixer a Hong Kong el 1911. La família va tornar a Anglaterra el 1917.
Churchill es va educar al King William's College a l'illa de Man. Es va graduar a la Reial Acadèmia Militar de Sandhurst el 1926 i va servir a Birmània amb el Regiment de Manchester, participant en l'esclafament de la revolta de Saya San. Li agradava anar en moto mentre estava a Birmània.
Churchill va deixar l'exèrcit el 1936 i va treballar com a editor de diaris a Nairobi, Kenya, i com a model masculí. Va utilitzar el seu talent de tir amb arc i gaita per interpretar un petit paper a la pel·lícula de 1924 The Thief of Bagdad i també va aparèixer a la pel·lícula de 1938 A Yank at Oxford. Va obtenir el segon lloc a la competició de canonades militars de 1938 a l'Aldershot Tattoo. El 1939, va representar Gran Bretanya als Campionats Mundials de Tir amb Arc a Oslo.

### Segona Guerra Mundial

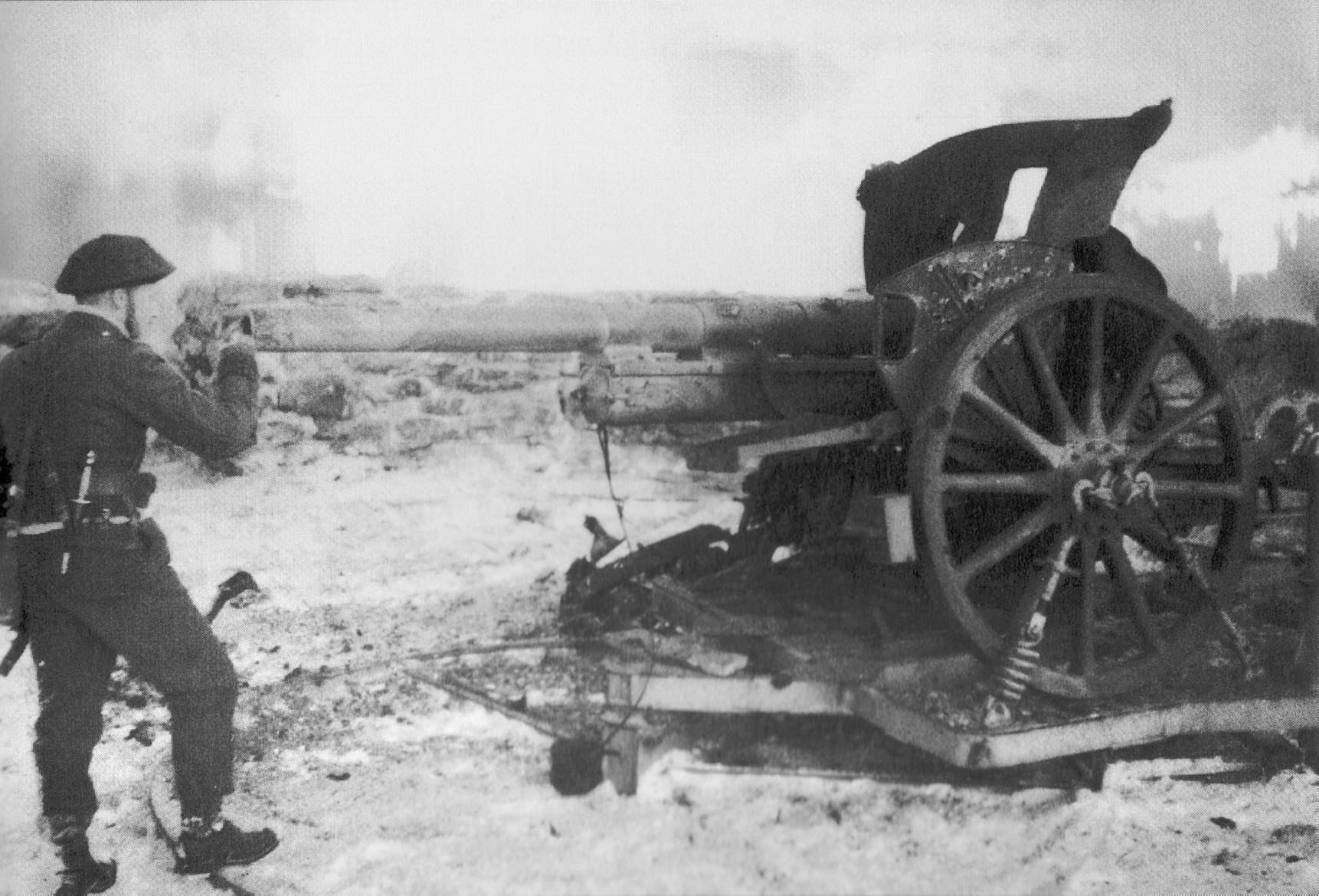
Churchill mira cap avall el canó d'un canó de camp belga capturat de 75 mm.

#### França (1940)
Churchill va reprendre la seva comissió després que Alemanya va envair Polònia el setembre de 1939 i va ser assignat al Regiment de Manchester, que va ser enviat a França amb el Cos Expedicionari Britànic. Al maig de 1940, Churchill i alguns dels seus homes van emboscar una patrulla alemanya prop de L'Épinette (prop de Richebourg, Pas-de-Calais). Churchill va donar el senyal d'atacar aixecant la seva espasa. Una història comuna és que Churchill va matar un alemany amb un arc llarg en aquesta acció. Tanmateix, Churchill va dir més tard que els seus arcs havien estat aixafats per un camió a principis de la campanya. Després de lluitar a Dunkerque, es va oferir voluntari als Comandos.
El germà petit de Jack, Thomas Churchill, també va servir i va dirigir una brigada de comandos durant la guerra. de la guerra, Thomas va escriure un llibre, Commando Crusade, que detalla algunes de les experiències dels germans durant la guerra. El seu germà petit, Robert, també conegut com "Buster", va servir a la Royal Navy i va ser mort en acció el 1942.

#### Noruega (1941)
Churchill era el segon al comandament del Comando No. 3 a l'Operació Tir amb Arc, una incursió a la guarnició alemanya a Vågsøy, Noruega, el 27 de desembre de 1941. Quan les rampes van caure a la primera nau de desembarcament, va saltar endavant de la seva posició tocant "March of the Cameron Men" amb la seva gaita, abans de llançar una granada i carregar a la batalla. Per les seves accions a Dunkerque i Vågsøy, Churchill va rebre la Creu Militar.

#### Itàlia (1943)
El juliol de 1943, com a comandant, va dirigir el Comando No. 2 des del seu lloc de desembarcament a Catània a Sicília amb la seva espasa ampla escocesa marca col·locada al voltant de la cintura, un arc llarg i fletxes al coll i la seva gaita sota el braç, que també va fer als desembarcaments de Salern.
Al capdavant del Commando 2, Churchill va rebre l'ordre de capturar un lloc d'observació alemany fora de la ciutat de Molina, controlant un pas que baixava al cap de platja de Salerno.  Amb l'ajuda d'un caporal, es va infiltrar a la ciutat i va capturar el lloc, fent 42 presoners inclòs un esquadró de morter. Churchill va conduir els homes i els presoners de nou pel pas, amb els ferits transportats en carros empesos pels presoners alemanys. Va comentar que era "una imatge de les guerres napoleòniques". Va rebre l'Orde del Servei Distingit per dirigir aquesta acció a Salern., havent estat recomanat per rebre la Creu Victòria.
Churchill més tard va tornar a la ciutat per recuperar la seva espasa, que havia perdut en un combat cos a cos amb el regiment alemany. En el seu camí, es va trobar amb una patrulla nord-americana desorientada que caminava per error cap a les línies enemigues. Quan el suboficial al comandament de la patrulla es va negar a donar la volta, Churchill els va dir que anava pel seu propi camí i que no tornaria per una "fotuda tercera vegada".

#### Iugoslàvia (1944)
Com a part de la Missió Maclean (Macmis), el 1944, va dirigir els comandos a Iugoslàvia, on van donar suport als partisans de Josip Broz Tito de l'illa adriàtica de Vis.  Al maig va rebre l'ordre d'atacar l'illa de Brac, controlada pels alemanys. Va organitzar un "exèrcit variat" de 1.500 partisans, el 43è Comando i una tropa del 40è Comando per a la incursió. El desembarcament no va tenir oposició, però en veure els emplaçaments de canons des dels quals després van trobar foc alemany, els partisans van decidir ajornar l'atac fins a l'endemà. Les gaites de Churchill van indicar als Commandos restants per a la batalla. Després de ser ametrallat per un Spitfire, Churchill va decidir retirar-se de nit i tornar a llançar l'atac l'endemà al matí.

#### Captura
L'endemà al matí, el 43 Commando va llançar un atac de flanqueig amb Churchill liderant els elements del 40 Comando. Els partisans es van quedar a la zona de desembarcament. Només Churchill i sis persones més van aconseguir assolir l'objectiu. Un obús de morter va matar o ferir tothom menys Churchill, que tocava " Will Ye No Come Back Again? " a la seva gaita mentre els alemanys avançaven. Va quedar inconscient amb granades i el van capturar. Creient que podria estar relacionat amb Winston Churchill, la intel·ligència militar alemanya va fer que Churchill volés a Berlín per a ser interrogat. Després, va ser traslladat a un recinte especial per a presoners de guerra "prominents" -inclosos alguns familiars reals o sospitosos de Winston Churchill- dins dels terrenys del camp de concentració de Sachsenhausen.

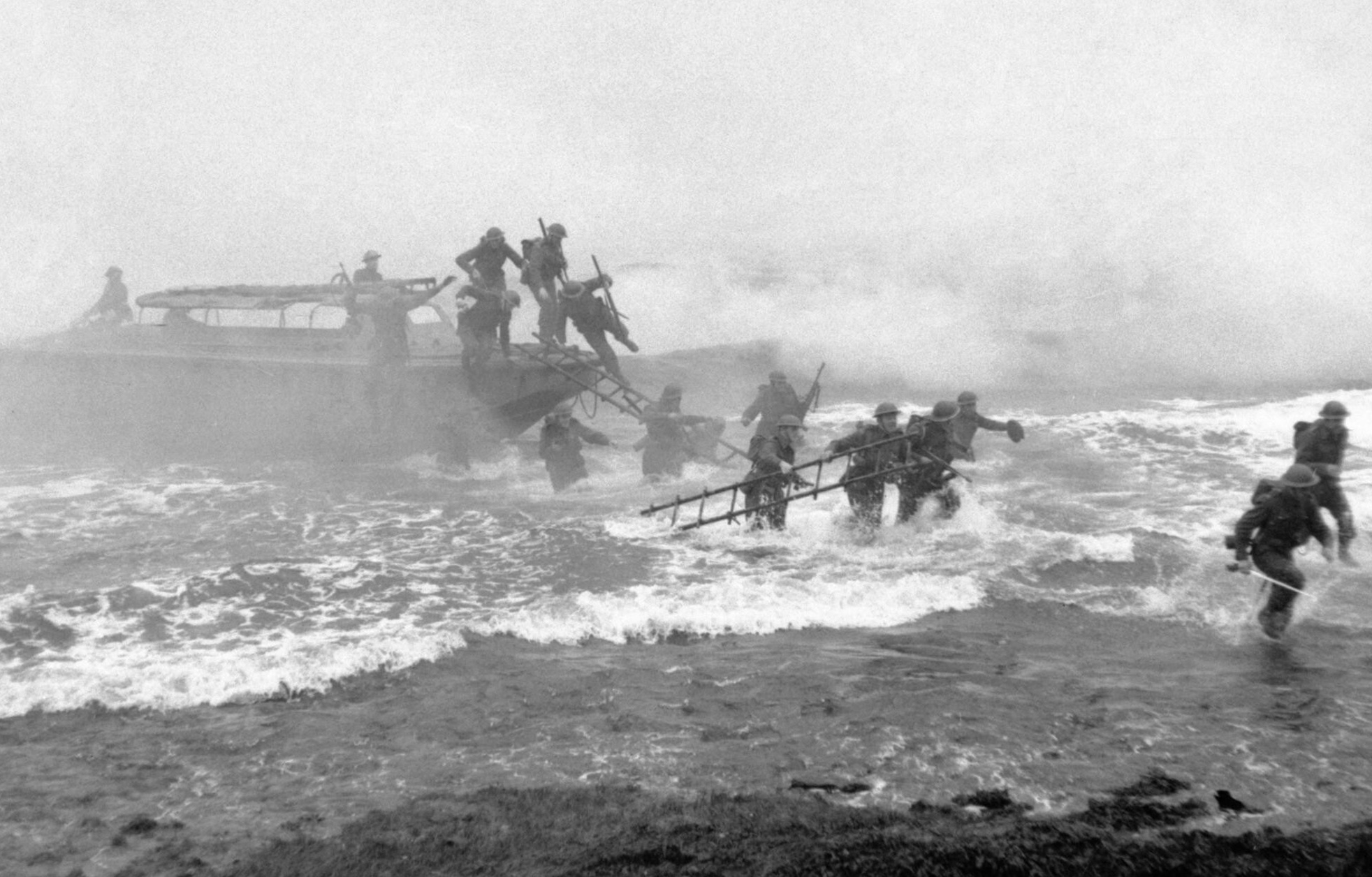
Jack Churchill (extrema dreta) dirigeix un exercici d'entrenament, espasa a mà, des d'un vaixell Eureka a Inveraray.

El setembre de 1944, Churchill, tres oficials de la Royal Air Force (supervivents de la gran fugida) i el major Johnnie Dodge van escapar de Sachsenhausen utilitzant un túnel que havien excavat en secret. Churchill i l'oficial de la Royal Air Force Bertram James van intentar caminar fins a la costa del Bàltic. Van ser capturats prop de la ciutat costanera alemanya de Rostock, a pocs quilòmetres del mar.
A finals d'abril de 1945 Churchill i uns 140 reclusos destacats dels camps de concentració van ser traslladats al Tirol, custodiats per tropes de les SS. Una delegació de presoners va dir als alts oficials de l'exèrcit alemany que temien que fossin executats. Una unitat de l'exèrcit alemany comandada pel capità Wichard von Alvensleben es va traslladar per protegir els presoners. Superats en nombre, els guàrdies de les SS van marxar, deixant enrere els presoners. Els presoners van ser alliberats i, després de la sortida dels alemanys, Churchill va caminar 150 quilòmetres (93 milles) fins a Verona, Itàlia, on es va trobar amb una unitat blindada nord-americana.

#### Birmània (1945)
Com que la guerra del Pacífic encara continuava, Churchill va ser enviat a Birmània, on s'estaven lluitant algunes de les batalles terrestres més grans contra Japó. Quan Churchill va arribar a l'Índia, Hiroshima i Nagasaki havien estat bombardejades i la guerra va acabar. Es deia que Churchill estava descontent amb el final sobtat de la guerra, dient: "Si no fos per aquells maleïts yanquis, hauríem pogut mantenir la guerra durant 10 anys més!"

### Post Segona Guerra Mundial

#### Palestina britànica
Després d'acabar la Segona Guerra Mundial, Churchill es va qualificar com a paracaigudista i va ser transferit als Seaforth Highlanders. Aviat va ser destinat al Mandat de Palestina com a oficial executiu del 1r Batalló, Highland Light Infantry.
A la primavera de 1948, just abans de la fi del mandat britànic a la regió, es va involucrar en un altre conflicte. Juntament amb dotze dels seus soldats, va intentar ajudar el comboi mèdic de Hadassah que va ser atacat per les forces àrabs. Churchill va ser un dels primers homes a l'escena i va colpejar un autobús, oferint-se a evacuar els membres del comboi en un APC, en contradicció amb les ordres militars britàniques de mantenir-se fora de la lluita. La seva oferta va ser rebutjada en la creença que la Haganà jueva els vindria en ajuda en un rescat organitzat. Quan no va arribar cap socors, Churchill i els seus dotze homes van oferir foc de cobertura contra les forces àrabs.

 Dos dels camions del comboi es van incendiar i 77 de les 79 persones que hi havia al seu interior van morir. L'esdeveniment es coneix avui com la massacre del comboi mèdic de Hadassah.
Sobre l'experiència, va dir: "Al voltant de cent cinquanta insurgents, armats amb armes que variaven des d'autobusos equivocats i vells flintlocks fins a les modernes armes Sten i Bren, es van protegir darrere d'un pegat de cactus als terrenys de la Colònia Americana... va sortir i els va enfrontar". "Uns 250 homes de fusilers estaven a la vora de la nostra propietat disparant contra el comboi... Els vaig suplicar que deixin d'utilitzar els terrenys de la Colònia Americana per a un propòsit tan descarat".
Després de la massacre, va coordinar l'evacuació de 700 metges, estudiants i pacients jueus de l'hospital Hadassah al campus de la Universitat Hebrea al mont Scopus a Jerusalem, on s'havia dirigit el comboi.

#### Més aparicions al cinema
El 1952, Metro-Goldwyn-Mayer va produir la pel·lícula Ivanhoe rodada a Gran Bretanya amb l'antic company de rem de Churchill, Robert Taylor. L'estudi va contractar a Churchill per aparèixer com a arquer, disparant des de les parets del castell de Warwick.

#### Surf
En anys posteriors, Churchill va servir com a instructor a l'escola de guerra terra-aire a Austràlia, on es va convertir en un surfista apassionat. El 1955, va ser el primer home que va muntar una marea, fent-ho sobre una ona Severn de cinc peus durant més d'una milla. Això es va aconseguir dissenyant i construint la seva pròpia taula de surf amb escuradents de 16 peus. En muntar aquesta marea, Churchill va innovar el surf d'aigua dolça, establint la idea que el surf podria tenir lloc fora de les zones costaneres tradicionals. La idea va trigar anys a agafar força, però avui en dia, es fan forats de marea al Brasil, la Xina, els Grans Llacs, Múnic i el Jackson Hole

### Jubilació (1959–1996)
Churchill es va retirar de l'exèrcit el 1959. Quan es va retirar, la seva excentricitat va continuar. Va sorprendre els guàrdies del tren i els passatgers llançant el seu maletí per la finestra del tren cada dia durant el viatge cap a casa. Més tard va explicar que estava llançant la seva maleta al seu propi jardí posterior perquè no l'hagués de portar des de l'estació. També li agradava navegar amb vaixells de carbó al Tàmesi i jugar amb models de vaixells de guerra radiocontrolats.

### Mort
Churchill va morir el 8 de març de 1996 als 89 anys, al comtat de Surrey.
El març de 2014, el Royal Norwegian Explorers Club va publicar un llibre que presentava Churchill, nomenant-lo com un dels millors exploradors i aventurers de tots els temps.

## Família
Churchill es va casar amb Rosamund Margaret Denny, filla de Sir Maurice Edward Denny i néta de Sir Archibald Denny, el 8 de març de 1941. Van tenir dos fills, Malcolm John Leslie Churchill, nascut el 1942, i Rodney Alistair Gladstone Churchill, nascut el 1947.

## Condecoracions
Orde del Servei Distingit amb Barra
 Orde del Servei Distingit – 13 de gener de 1944
 Barra a l'orde del Servei Distingit – 20 de juliol de 1944
 Creu Militar – 20 de desembre de 1940
  Medalla del Servei General a l'Índia amb barra "Birmània"
 Estrella de 1939-45 
 Estrella d'Itàlia
 Medalla de la Guerra 1939-1945
 1 Menció als Despatxos – 3 d'abril de 1942 (operació Archery)